# Ika Peyron
Ika (Albertina Fredrika) Peyron, tidigare Asp, född 1 juli 1845 i Timrå församling, Västernorrlands län, död 15 mars 1922 i Tyska Sankta Gertruds församling, Stockholms stad,  var en svensk tonsättare, pianist och organist. Hon komponerade sånger, violin- och pianostycken. Hennes sammanlagda produktion uppgår till ett fyrtiotal verk.

## Biografi
Peyron var fosterbarn till grosshandlaren Anton Asp, som från början gärna ville att hon skulle få en utbildning och bli yrkesverksam och gärna såg att hon skulle bli läkare. Hon intresserade sig dock för musik, och ska redan vid fyra års ålder ha ackompanjerat sina egna sånger på piano. Därför fick hon undervisning i piano i Stockholm. Peyron var elev till Louise Engström, Ivar Hallström, Johan van Boom, Emil Sjögren och Anton Andersen. Efter konfirmationen studerade hon några år på en pension i London.
Hon gifte sig 1865 med grosshandlaren och riksdagsmannen Ludvig Peyron, och ägnade sig de följande åren enbart åt familjen. Det var efter att hennes söner hade vuxit upp som Peyron i slutet av 1870-talet började ägna sig åt komposition på allvar. Hon både undervisade i och uppförde konserter i sällskapet Nya Idun och höll offentliga konserter vid flera av teatrarnas kapell.
Under 1800-talet fanns en uppfattning bland manliga tonsättare att kvinnors verk endast var oseriöst "känslosvammel", men under slutet av samma sekel framträdde flera kvinnor som framgångsrika tonsättare, av vilka Peyron ansågs vara en (några andra namn från samma tid är Agathe Backer-Grøndahl, Louise Héritte-Viardot och Cécile Chaminade). Peyron hade redan före sitt giftermål gjort försök att komponera, men det hade inte ansetts passande för henne på grund av hennes kön. Då hon återupptog verksamheten hade dock synen på kvinnliga tonsättare blivit mer accepterande. Bland de mest kända verken i hennes samtid var främst hennes kompositioner för piano- och solosång.

## Verkförteckning

### Kammarmusik
- Humoresk, melodiskt fantasistycke i g-moll för stråkkvartett
- Kvartett i tre satser för stråkkvartett (1897)
- Tre smärre stycken (för den studerande ungdomen) för violin och piano
  1. ”Tidsfördrif”
  2. ”Paraden”
  3. ”Småprat” (Romans)
- Två karaktärsstycken för violin och piano, op. 19 (1888)
  1. ”Romance
  2. ”Humoresk”
- Canon och mellansats för violin och piano (1897)
- En drömbild för violin och piano (1897)
- Réverie för cello och piano (1897)

### Piano
- Bagatelle (1889)
- Canzonetta, tillfällighetsstycke för piano (1886)
- Gavotte et chansonnette. Deux Morceaux pour piano (1888)
  1. ”Gavotte”, op. 1 (1884) [Finns också i arrangemang för blåsorkester]
  2. ”Chansonnette”
- Humoresk, melodiskt fantasistycke [Finns också i arrangemang för stråkkvartett]
- I det fria, svit för piano
  1. ”Stillhet”
  2. ”Eko i bergen”
  3. ”Dans i det fria”
  4. ”Böljeslag”
  5. ”Springlek”
- Kompositioner för piano (1913) [Nr 1 och 3 finns också arrangerade för blåsorkester]
  1. ”I ungdomstiden”
  2. ”Sånger utan ord”
  3. ”Festligt intåg”, marsch
- Meditation (1889)
- Nattskyar, nocturne för piano, op. 10. (1886)
- Polka-caprice (1892?)
- Polka élégante [Finns också i arrangemang för blåsorkester]
- På terrassen, valse moderne
- Sonat i 4 satser (1897)
- Suite in vier Sätzen
- Tre karaktersstycken, op. 17 (1888)
  1. ”Die Lorelei” (nach Heinrich Heine)
  2. ”Rondo” i D-dur
  3. ”En Provence”
- Två stämningsstycken för piano (1912)
  1. ”Melankoli”
  2. ”Glada tankar” [Finns också i arrangemang för blåsorkester]
- Un bibelot (1890)
- Vid pianot, melodiskt fantasistycke
- Vid slottsruinen, vals (1892)

### Orgel
- Två stycken för stor orgel (1911)
  1. ”Carillion”
  2. ”Marsch”
- Suite i tre satser (1897)
- Bröllopsmarsch (1897)

### Orgel och piano
- I skymningen för orgel och piano (1897)

### Sånger
- Idyll, sång vid pianot till text av Oscar Levertin (1896)
- Stråken, ballad för röst, violin och piano (1897)
- Chanson de Printemps till text av Alice de Chambrier
- Deux romances (1897)
- Drei Lieder för en röst och piano
  1. ”Ich spräche”
  2. ”Das erste Lied”
  3. ”Wohl weiss ich einen Kranz zu winden”
- En fin visa (1897)
- Fantasi öfver fjäriln. Den flygande blomman, för röst och piano till text av tonsättaren (1889)
- Fyra dikter af Carl Snoilsky för röst och piano
  1. ”Sångarlön”
  2. ”Femton år och sjutton år”
  3. ”Hvi skulle jag ej sjunga?”
  4. ”Nina la Lavandaja”
- Hyllning åt fosterlandet för röst och piano till text av Stellan Mörner (1911) [Finns också i arrangemang för blåsorkester]
- Idyll för röst och piano till text av Oscar Levertin (1896)
- Löft dit Hoved du raske Gut för sång och piano. till text av Bjørnstjerne Bjørnson (1888)
- Norsk lyrik, sex sånger för en röst och piano
  1. ”Den blide tanke” till text av Wilhelm Andreas Wexels
  2. ”Löft dit hoved raske gut” till text av Bjørnstjerne Bjørnson (1888)
  3. ”Barkarole” till text av Andreas Munch
  4. ”Med en buket” till text av Henrik Wergeland (1892)
  5. ”Höjfjeldet” till text av Johan Sebastian Welhaven
  6. ”Til Fjeldet maa jeg flytte” till text av Riis
- Quatre poèmes lyriques de François Coppée för röst och piano
  1. ”La première”
  2. ”Aubade”
  3. ”Matin d’octobre”
  4. ”Sérénade au milieu d'une fête”
- Sångkompositioner för röst och piano (1883–85)
  1. ”Med första rosen som sprang i knopp” till text av Birger Mörner
  2. ”Aftonbön” till text av Emil von Qvanten
  3. ”Signes visa” till text av Karl Alfred Melin
- Tanken för röst och piano till text av Johan Ludvig Runeberg
- To sange för en röst med pianoforte (1911)
  1. ”Med en rose”
  2. ”Hvis du har varme tanker”
- Tonernas lif för tenor eller sopran, obligat violin och piano till text av Herman Sätherberg
- Två rosenblad till text av Emil von Qvanten
- Tvänne dikter af Emil von Qvanten för röst och piano, op. 12 (1886)
  1. ”Rikedom”
  2. ”Två rosenblad”
- Tvänne sånger för en röst med pianoforte, op. 13 (1886)
  1. ”Blomman” till text av Malmström
  2. ”Aftonbön” till text av Emil von Quanten
- Åter för röst och piano till text av Oscar Levertin (1895)

### Körverk
- Aurora för sopran, alt, tenor, blandad kör och piano till text av Oscar Fredrik (1895?)
- Aurora  för blandad kör (1897)
- Det våras för blandad kör (1897)
- Herr Lager och Skön Fager för damkör (1897)
- Högt lofvad vare du som jord och himmel gjort för blandad kör a cappella (1900)
- Jubilate för blandad kör (1897)
- Kantat vid kvinnornas utställning i Köpenhamn för damkör (1897)
- Konfirmationshymn (för en son) för blandad kör (1897)
- Lobgesang för blandad kör
- Lofsång efter David för fyrstämmig blandad kör a cappella, op. 14, texten bearbetad av Johan Olof Wallin (1888)
- Morgonstjernan för mezzosopran eller tenor, blandad kör och orgel till text av Ernst Bergman (1892)
- Sång till Nya Idun för damkör (1897)
- Två manskvartetter (1897)
- Utdrag ur Davids 86 psalm för fyrstämmig damkör med sopransolo och piano eller orgel, op. 20 (1889 eller tidigare)